# Vic le Viking
Cet article concerne la série télévisée. Pour le film, voir Vic le Viking.
Vic le Viking ou Wickie (小さなバイキング, Chîsana baikingu Bikke) est une série télévisée d'animation en production ouest-germano-austro-japonaise en 78 épisodes de 22 minutes, créée par Runer Jonsson d'après son roman Vicke Viking, produite par les studios Nippon Animation, Taurus et Zuiyo Eizo, diffusée entre le 3 avril 1974 et le 24 septembre 1975 sur Fuji Television.
Au Québec, la série a été diffusée à partir du 11 septembre 1976 à la Télévision de Radio-Canada, et en France, à partir du 9 juillet 1979 sur TF1.
En 2008, Studio 100 fait acquisition de la société allemande EM.Entertainment qui était jusqu'alors propriétaire de la série télévisée,.
Depuis 2013, la série existe aussi en animation 3D produite par Studio 100 Animation.

## Synopsis
Cette série raconte les aventures d'un enfant viking, nommé Vic, fils de Halvar, chef du village de Flake. Il souffre de la peur, mais son imagination fertile lui permet de se sortir de tous les dangers. Il se gratte le nez lorsqu'il cherche une idée et claque des doigts dès qu'il l'a trouvée.

## Voix

### Doublage québécois
- Flora Balzano : Vic
- Edgar Fruitier : Halvar
- Bernadette Morin : Mère, Titi
- Yves Massicotte : Le narrateur (1re voix), Fax
- Jean-Louis Millette : Le narrateur (2e voix), Snore
- Ronald France : Le vieil Urobe

 Source et légende : version québécoise (VQ) sur Doublage.qc.ca

## Épisodes (1978)
1. La Course
2. Le Piège
3. Le Prisonnier
4. Sven le Terrible [1/2]
5. Sven le Terrible [2/2]
6. Qui a peur du percepteur ?
7. La Chasse au loup
8. Sven le Terrible contre-attaque
9. Vic et les grands phoques
10. La Promesse
11. Les Géants aux yeux rouges
12. Opération sauvetage
13. L’Épée magique
14. Le Château [1/2]
15. Le Château [2/2]
16. Le Supplice de l'eau
17. La Première Équipe de pompiers
18. Les Pigeons et le phoque
19. Les Cerfs-volants géants
20. Le Roi glouton
21. Poudre n°25
22. Le Trésor d'Halvar
23. La revanche du poisson-scie
24. La Fiancée de Faxe
25. Le Bateau fantôme
26. L’Île au trésor
27. Maman et bébé baleine
28. Carl
29. Le Labyrinthe
30. Les Jeux Olympiques
31. Aventures au Danemark [1/2]
32. Aventures au Danemark [2/2]
33. L'Homme qui venait du Nord
34. Le Garçon de Schlack
35. Vic vole
36. On a perdu Halvar
37. Étrange Hospitalité
38. Le Trésor des Winkas
39. Snoppe le dandy
40. Le Secret de la boucle d'or
41. Le Retour à Flake
42. Le Grand Cirque
43. Le Combat des guerriers de paille
44. Le Retour à la terre
45. L'Attaque des Malabarhomars
46. Opération tunnel
47. La Bataille des échasses
48. La Troisième Manche
49. Opération cheval de bois
50. Aventure au cercle polaire
51. Les Moulins de Hollande
52. Les Trésors de l'île aux volcans
53. La Chasse à l'ours
54. Halvar et les oreillons
55. La Retraite du vieil Urobe
56. Lolo le poulain
57. Maria et les oiseaux
58. Vic et le loup
59. Au secours de Baltac
60. La Princesse de Lutetia
61. Guerre et paix sur la rivière
62. L’Île aux fantômes
63. De vrais Vikings
64. Le Pressentiment
65. L’Épée d'or
66. Échec et mat
67. L’Écluse
68. Le Défi
69. Corneille, élection et petite graine
70. Contes d'enfant
71. Économies secrètes
72. Les Vikings et les vaches
73. L’Île du Robin Cruzon
74. Histoire d'eau
75. Attention à la mégère
76. Mademoiselle Laura
77. La Bateau ballon
78. Vive la guerre

## Adaptation au cinéma
- 2009 : Vic le Viking, film allemand de Michael Herbig.
- 2019 : Vic le Viking, film d'animation français de Eric Cazes.

## Vic le Viking 3D (2013)

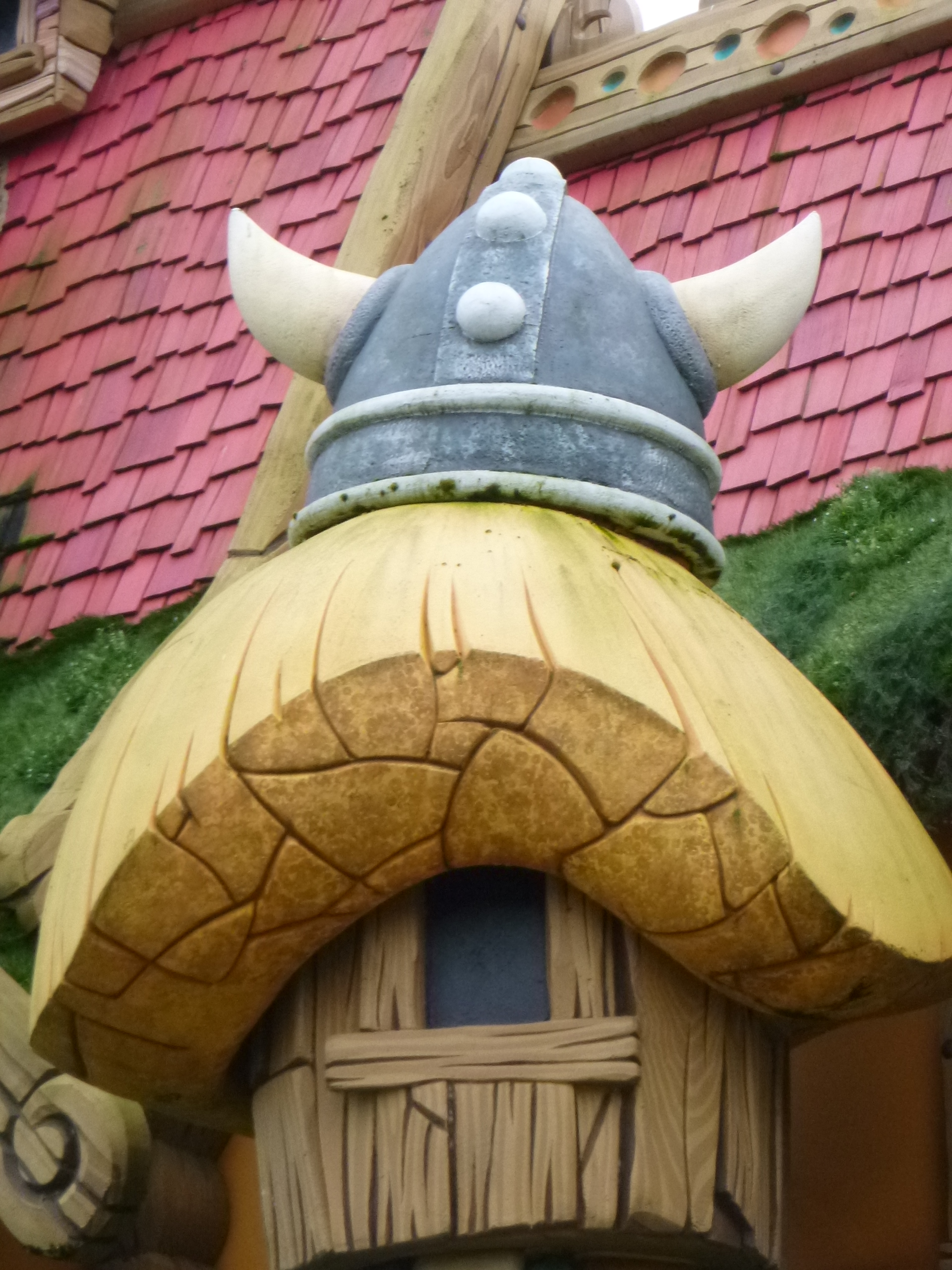
Vicland à Plopsaland De Panne

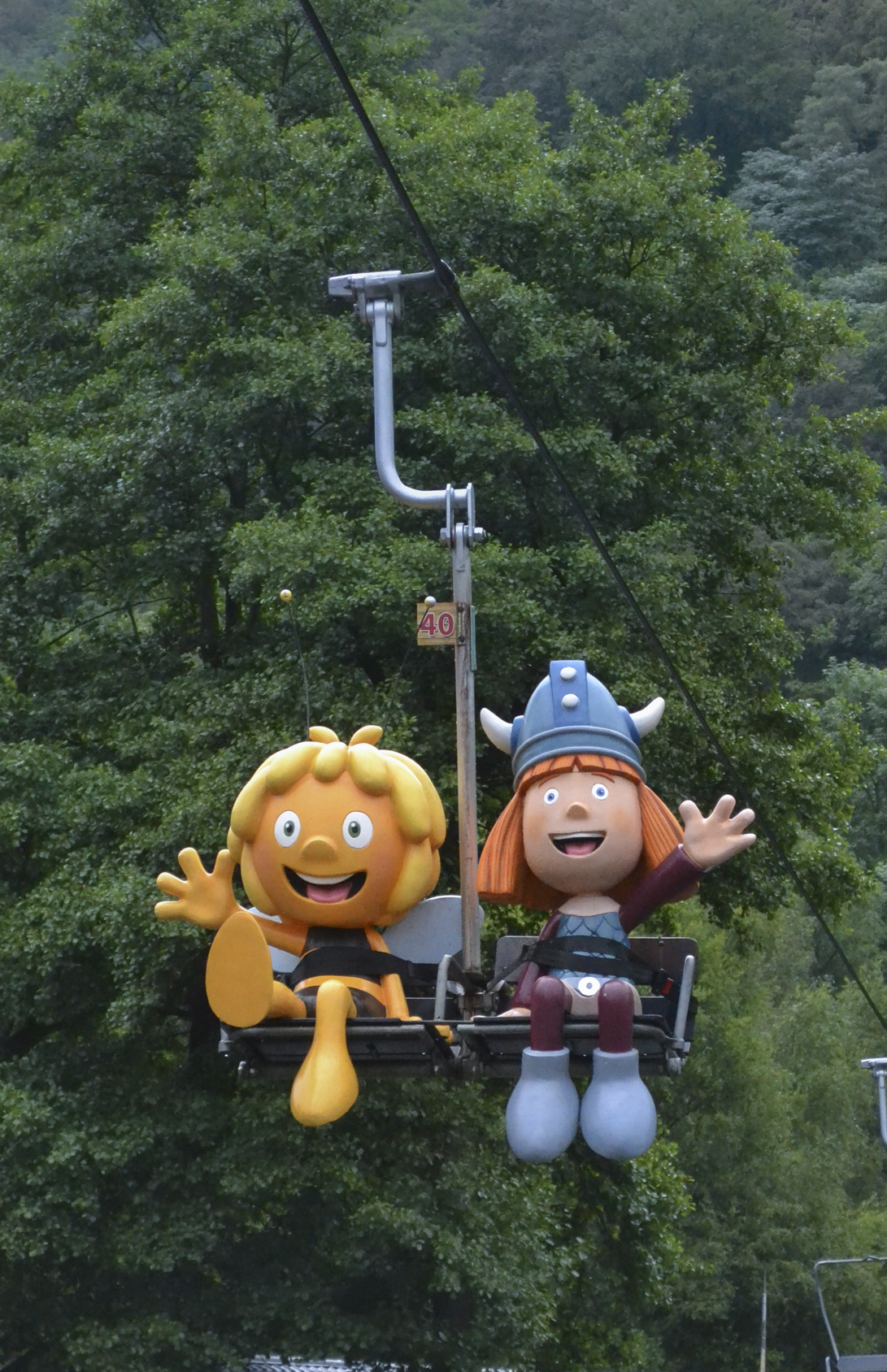
Effigie de Maya l'abeille (à gauche) aux côtés de Vic le Viking.

### Équipe technique
- Tiré des livres "Vic le Viking" de Runer Jonsson
- Adaptation graphique : Jan Van Rijsselberge
- Adaptation littéraire : Alexandre Révérend
- Musique : Lou Lussier, Valmont (interprète du générique)
- Coproduction France - Australie

### Saison 1 (2013)
1. La presqu'île au trésor (Almost Treasure Island)
2. Tonnerre de Thor (Thor's Thunder)
3. De l'eau au moulin (Grist for the Mill)
4. La lanterne magique (The Magic Lantern)
5. L'étoile filante (Shooting Star)
6. Le plus haut des Vikings (The Highest Viking)
7. Un vent à décorner les Vikings (A Wind That'll Tear the Horns Off a Viking)bambk
8. Fort comme Halvar (Knock on Wood)
9. Les épreuves d'Halvar (Trials of Halvar)
10. Le monstre (The Monster)
11. Le chaudron de Dagda (Dagda's Cauldron)
12. Attention au loup (Beware of the Wolf)
13. Métamorphose (Shape Shifting)
14. Le jugement de Thor (Judgement of Thor)
15. Mauvais sort (Good Luck Charm)
16. Le fils de Tjure (Son of Tjure)
17. Faxe et la baleine (Faxe and the Whale)
18. Hauts fonds (Shallow Waters)
19. Snorre se prend un savon (Snorre Soaps Up)
20. Prisonniers (Taken)
21. Ylva porte la culotte (Ylva in Charge)
22. La poudre aux yeux (Stardust)
23. Sauver Ylvi (Free Ylvi)
24. Le Tunnel (The Tunnel)
25. Captain Gilby (Captain Gilby)
26. Andalousie (Andalusia)

### Saison 2 (2013/2014)
1. Le trésor invisible (The invisible treasure)
2. Le Canal (The Canal)
3. Invasion de punaises (Stink Bugs Attack)
4. Un vrai viking (A True Viking)
5. La mouette de Gorm (Gorm's Seagull)
6. La peste viking (Chicken Pox)
7. La danse de la victoire (Victory Dance)
8. Le trésor oublié (The Forgotten Treasure)
9. Le marteau de Thor (The Hammer in the Stone)
10. La caverne des mots gelés (The Cavern of Frozen Words)
11. Un druide peut en cacher un autre (The Druid Needs a Ride)
12. La course pétillante (The Sparkling Race)
13. Le chant des sirènes (Siren Song)
14. Les naufragés (Castaways)
15. C'est mon fils (He's My Son)
16. Douce nuit (Silent Night)
17. Le monde à l'envers (Topsy Turvy)
18. Danse avec les loups (Dance with the Wolf)
19. Face à l'ours (Bear Up)
20. La guerre des baies (War of the Berries)
21. Le voleur est parmi nous (The Thief Among Us)
22. Le Snorre de Troie (Trojan Snorre)
23. Zizanie à Flake (Trouble in Flake)
24. Expédition détente (Resort Island)
25. Julbock (The Julbock)
26. Nuits d'Arabie (Arabian Nights)

### Saison 3 (2014)
1. Esprit de famille (Use Your Loaf)
2. Permis de drakkar (Licence to Sail)
3. Princesse Badoura (Princess Badoura)
4. Loki le Dieu Trompeur (Loki the Trickster God)
5. Le Kraken (The Kraken)
6. Les jeux olympiques (The Olympic Games)
7. L'union fait la force (Stronger Together)
8. Un drakkar peut en cacher un autre (It's Not What You Sink)
9. Moby Vic (Moby Vic)
10. Un anniversaire mouvementé (Oops a Daisy)
11. Une vache à bord (Cow Express)
12. Papi Olaf (Grandpa Olaf)
13. La cueillette des champignons (Mushroom Picking)
14. La cabane (The Tree House)
15. Œil de lynx (Mistaken Eye-dentity)
16. Gilby, le pirate (Gilby the Pirate)
17. Le faux leprechaun (Being a Leprechaun)
18. Bataille pâtissière (For the Love of Cake)
19. Mésaventure sur la banquise (Who Let the Bear In)
20. Résidence d'été (Summer Residence)
21. Le dragon et l'esprit des montagnes (Bamboo Surprise)
22. Au fil de l'eau (Up the River)
23. L'épée invincible (The Invincible Sword)
24. Retour à Flake (Back to Flake)
25. Bienvenue en Chine partie 1 (Stranger in a Strange Land Part 1)
26. Bienvenue en Chine partie 2 (Stranger in a Strange Land Part 2)

## Produits dérivés (France)
DVD
- Vic le Viking - Vol. 1. Éditeur : Lcj Éditions, Parution : 07/10/2003.
- Vic le Viking - Vol. 2. Éditeur : Lcj Éditions, Parution : 07/10/2003

livres
- 1980 : Vic le Viking, de Runer Jonsson, Éditions Hachette, collection Bibliothèque rose. Traduit par Marie-José Lamorlette.
- 1981 : Vic le viking chez les Bougres, de Runer Jonsson, Éditions Hachette, collection Bibliothèque rose.
- 1981 : Vic le viking chez les Grands-Bretons, de Runer Jonsson, Éditions Hachette, collection Bibliothèque rose. Traduction de Marie-José Lamorlette. Illustrations de Mette Ivers.
- 1982 : Vic le viking fait la loi, de Runer Jonsson, Éditions Hachette, collection Bibliothèque rose. Illustrations de Mette Ivers.

album
Vic le Viking, de Runer Jonsson, Éditeur : Le Livre De Paris, Collection : Mickey Club Juniors, 139 pages.